# 로버트 조이
로버트 조이(Robert Joy, 1951년 8월 17일 ~ )는 캐나다의 배우이다.

## 출연 작품

### 드라마
- CSI 뉴욕